# 水芳園

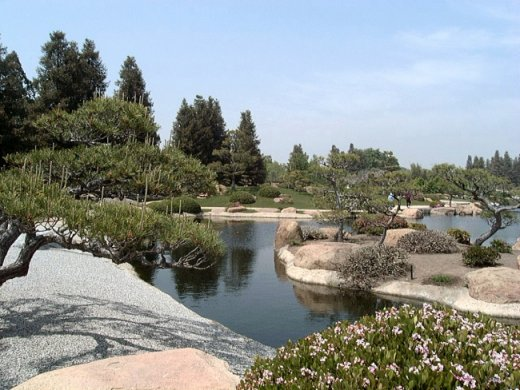
水芳園

水芳園（すいほうえん、英: Suiho En）は、アメリカ合衆国カリフォルニア州ロサンゼルス市のヴァン・ナイズにある日本庭園。ティルマン水再生プラント (Tillman Water Reclamation Plant) の敷地内にあり、ロサンゼルス市水道電力局 (Los Angeles Department of Water and Power) が運営している。

## 概要

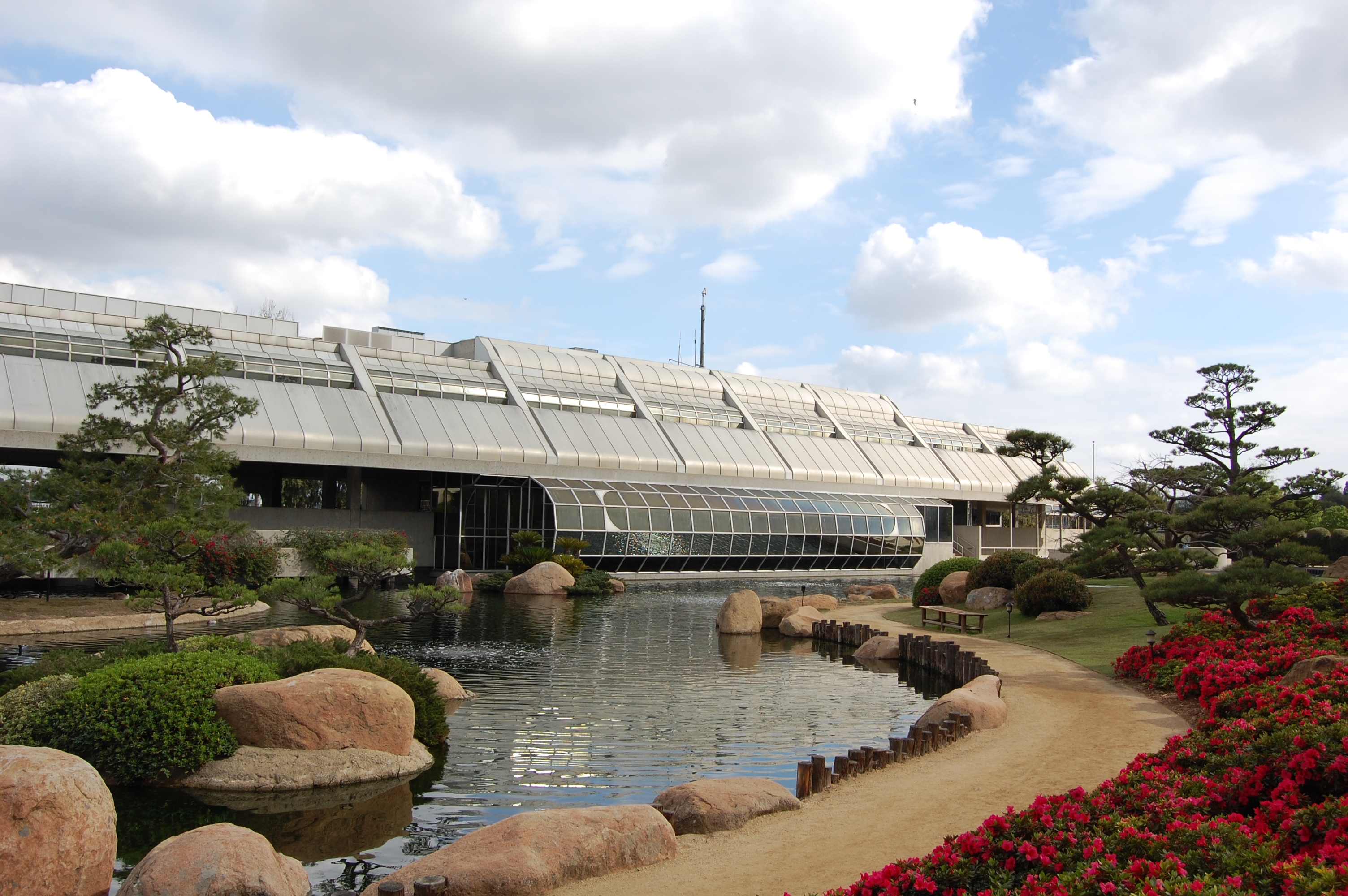
プラント管理棟と日本庭園

ティルマン水再生プラントは生活排水を処理・再生する施設であり、中水をサンフェルナンド・バレーに提供している。庭園で使用されている水も、このプラントで浄化されたものである。プラントの西北角にある庭園の広さは6.5エーカー（26,000 m²）で、1984年に開園した。設計者はカリフォルニア大学ロサンゼルス校（UCLA）で建築学の教授を務めていた川名孝一。
庭園は南北に細長い敷地を持ち、中央には大きな池がある。庭園敷地の南側にある入口から入った鑑賞者は、まず禅庭（枯山水）に導かれる。ここには、亀の島に見立てた大きな芝の築山や、石仏などが配置されている。次いで導かれる池泉には、大きな池を中心として、滝や緑地、石灯籠などが配置されている。敷地北端、順路の終わりには書院造の建物があり、四畳半の茶室と茶庭（露地）が造られている。2004年に米国の日本庭園専門誌『ジャーナル・オブ・ジャパニーズ・ガーデニング』が行った、北米にある300か所の公共庭園を対象とするランキングでは、10位に位置付けられている。
池のほとりにあるプラントの管理棟（Anthony J. Lumsden 設計）は近未来的なデザインの建築であり、日本庭園とは特徴的な対比を見せている。この管理棟とともに庭園は映画やドラマの撮影にもよく使われており、SFテレビドラマ『新スタートレック』（1987年-1994年放映）シリーズでは宇宙艦隊アカデミーのシーンに用いられたほか、様々な惑星の地上に見立てて撮影が行われた。またこの庭園は、結婚式などの行事に貸し出されることもある。

## 沿革
プラントに名を残しているドナルド・ティルマンはロサンゼルス市の水道技師であり、生活排水処理システムの構築に大きな役割を果たした。ティルマンはUCLAで川名の教えを受けており、水の処理を市民にアピールする方法として日本庭園の造営を考えた。
庭園は1980年から1983年にかけて造営され、正式に公開されたのは1984年6月18日である。